# 法兰西大街
法兰西大街（德語：Französische Straße）是德国柏林的一条东西走向的街道，位于市中心米特区的下属区米特。法兰西大街向西延伸连接汉娜·阿伦特大街，向东延伸连接韦尔德市场大街，一直向东穿过博物馆岛后名为市政府大街。

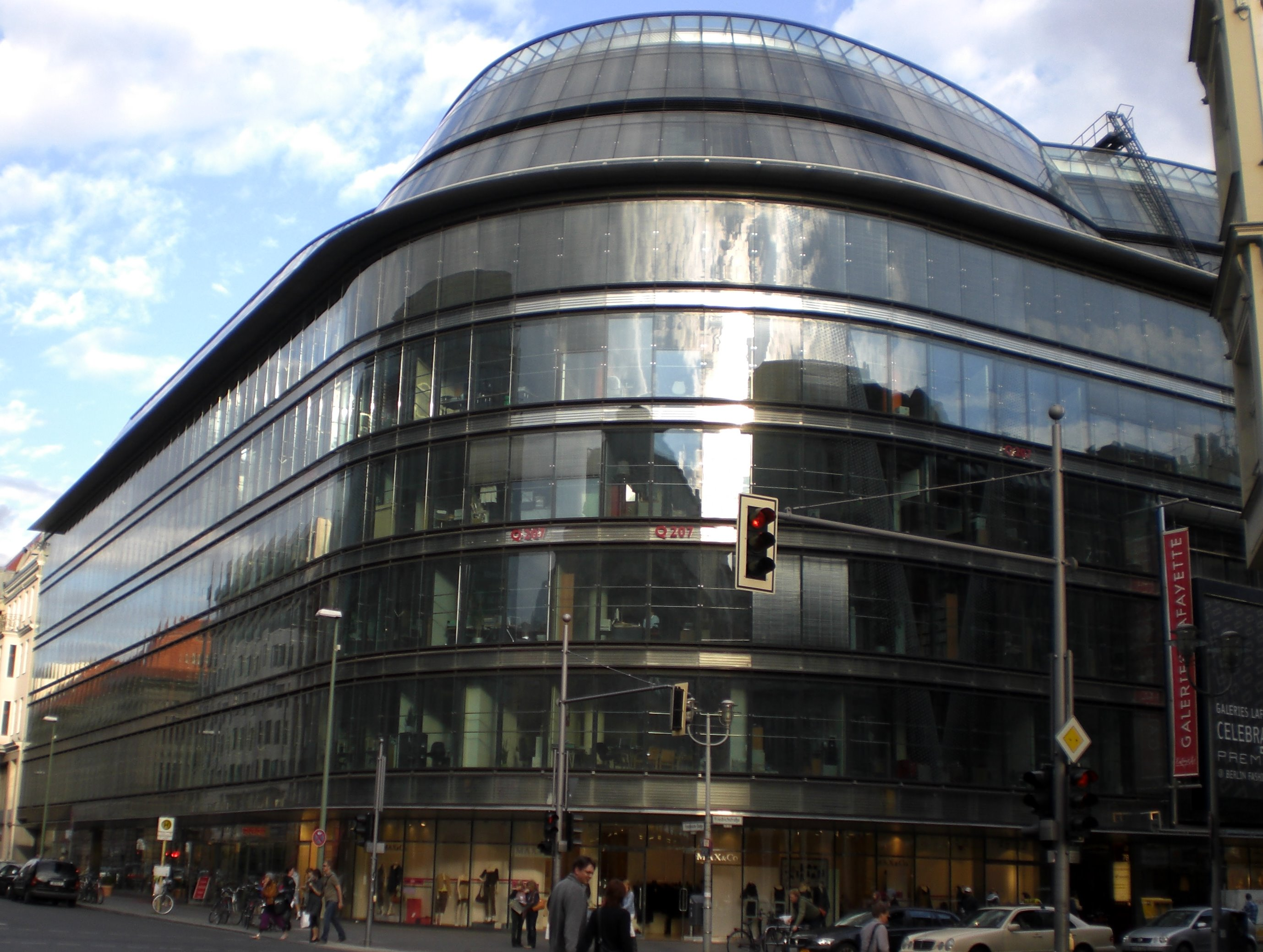
腓特烈大街转角处的老佛爷百货公司

法兰西大街上有御林广场，在腓特烈大街转角处，法国百货商店连锁老佛爷百货公司设有分店。法兰西大街地铁站得名于此。

## 历史
早在17世纪，法兰西大街就已存在，位于柏林旧城棱堡以西的腓特烈区。当时柏林约五分之一的居民为法国人，其中的胡格诺派信徒多分布于多萝特娅区附近，也有不少信徒住在该大街两侧，大街因此于1706年正式得名“法兰西大街”。